# Béost
Béost település Franciaországban, Pyrénées-Atlantiques megyében. Lakosainak száma 228 fő (2022. január 1.). Béost Eaux-Bonnes, Laruns, Louvie-Soubiron, Arbéost és Arrens-Marsous községekkel határos.

## Népesség
A település népességének változása:
| Lakosok száma | 223  | 220  | 222  | 217  | 222  | 220  | 221  | 224  | 228  |
|               | 2013 | 2015 | 2016 | 2017 | 2018 | 2019 | 2020 | 2021 | 2022 |